# Werner Krämer
Werner ("Eia") Krämer (Duisburg, 23 januari 1940 – aldaar, 12 februari 2010) was een Duits voetballer.
De aanvaller Krämer speelde achtereenvolgens bij Meidericher SV-Duisburg (1958-1967), Hamburger SV (1967-1969) en VfL Bochum (1969-1973). In de periode 1963-1967 speelde hij ook dertienmaal voor het West-Duits voetbalelftal.